# Lycodes concolor
Lycodes concolor es una especie de pez de la familia de los Zoarcidae en el orden de los perciformes.

## Morfología
Los machos pueden llegar a alcanzar los 54,5 cm de longitud total.

## Depredadores
Es depredado por Atheresthes evermanni.

## Hábitat
Es un pez de mar y de aguas profundas que vive entre 42- 1.025 m de profundidad. ]].

## Distribución geográfica
Se encuentra en el Pacífico norte: Alaska y Rusia.

## Observaciones
Es inofensivo para los humanos.